# Easy Living (pel·lícula de 1949)
Easy Living és una pel·lícula dramàtica estatunidenca de 1949 dirigida per Jacques Tourneur, protagonitzada per Victor Mature, Lucille Ball i Lizabeth Scott. La pel·lícula presenta l'equip de futbol de la vida real Los Angeles Rams.

## Argument
El quarterback professional estrella Pete Wilson no pensa res del seu futur després del futbol, ni tan sols després que el seu company d'equip Bill "Holly" Holloran fos despatxat per l'equip. Pete rep avançament rere avançament del seu sou d'Anne, la secretària del propietari de l'equip i entrenador Lenahan.
Un dia, però, va en secret a veure un metge sobre diversos símptomes que ha estat experimentant i s'assabenta que té una malaltia cardíaca a causa d'un atac de febre reumàtica infantil, que podria matar-lo si continua jugant a futbol. Intenta comentar-ho a la seva esposa Liza
Liza està lluitant per fer que el seu propi negoci de disseny d'interiors sigui un èxit i arrossega en Pete a una festa de luxe per intentar aconseguir Gilbert Vollmer com a client. Gilbert sap que no té talent, però està interessat en ella per altres motius. També ho està el seu pare, Howard. L'home gran busca reemplaçar la seva jove xicota, Billy Duane, i li ensenya el projecte de redecorar el seu apartament. Sabent el que busca, la Liza està disposada a fer el que sigui necessari per afavorir les seves ambicions.
Mentrestant, Pete està amargament decebut quan el seu amic, l'entrenador en cap de la universitat retirat Virgil Ryan, li informa que no el pot recomanar com el seu substitut perquè la Liza no és apta per a les tasques de la dona d'un entrenador. En lloc d'això, la feina se li dona al company i amic de Pete, Tim "Pappy" McCarr. Tim ofereix a Pete la posició del seu assistent, però Pete la rebutja.
Poruc del contacte físic, Pete fa un rendiment molt pobre i perd el següent partit. Lenahan no es pot permetre una altra pèrdua si vol arribar als playoffs (i guanyar 100.000 dòlars), així que deixa a Pete a favor de Tim. Tim juga bé i guanyen el seu següent partit.
Quan Pete proposa ocupar el lloc d'entrenador assistent, la Liza trenca amb ell. No obstant això, quan és abandonada per Howard, intenta recuperar en Pete sense èxit. En Pete té una altra oportunitat de glòria quan Tim es lesiona, però finalment explica als seus companys el seu estat i marxa del joc. Tot i que l'Anne ha deixat clar que l'estima, Pete decideix recuperar la Liza, deixant clar, però, que serà en els seus termes.

## Repartiment
- Victor Mature com a Pete Wilson
- Lucille Ball com a Anne, la secretària de Lenahan
- Lizabeth Scott com a Liza Wilson
- Sonny Tufts com a Tim "Pappy" McCarr
- Lloyd Nolan com a Lenahan
- Paul Stewart com a Dave Argus, un periodista
- Jack Paar com a Scoop Spooner
- Jeff Donnell com a Penny McCarr
- Art Baker com a Howard Vollmer
- Gordon Jones com a Bill "Holly" Holloran
- Don Beddoe com a Jaeger
- Richard Erdman com a Buddy Morgan (com a Dick Erdman)
- William "Bill" Phillips com a Ozzie, l'entrenador
- Charles Lang com a Whitey
- Kenny Washington com a Benny
- Julia Dean com a Sra. Belle Ryan, la dona de Virgil
- Everett Glass com Virgil Ryan
- Jim Backus com el Dr. Franklin (com a James Backus)
- Robert Ellis com a Urchin
- Michael St. Angel com a Gilbert Vollmer (com a Steven Flagg)
- Alex Sharp com a Don
- Russell Thorson com a Hunk "Eddie" Edwards (com a Russ Thorson)
- June Bright com a Billy Duane, que se suïcida quan Howard Vollmer la descarta
- Edward Kotal com Curly
- Audrey Young com a cantant

## Producció

### Desenvolupament
La pel·lícula es va basar en un guió d'Irwin Shaw, Education of the Hear. RKO el va comprar l'abril de 1946. Al juny, a Robert Sparks se li va assignar la feina de produir i a Charles Schnee la feina d'escriure el guió.
El maig de 1948 el títol es va canviar a Interference.

### Càsting
El maig de 1948, RKO va anunciar que Jane Greer i Robert Mitchum serien els protagonistes. Cap dels dos va fer la pel·lícula final.
Victor Mature estava sota contracte amb 20th Century Fox però tenia l'obligació de fer una pel·lícula a RKO que datava d'abans de la guerra. Va ser anunciat per a Battleground i Mr Whiskers abans de ser llançat per a Interference el juny de 1948. El mateix dia es va confirmar que també seria protagonista de Samson and Delilah', que es filmaria després de Interference. (Acabaria interpretant Mr Whiskas que es va convertir en Gambling House .)
Al juny, Jacques Tourneur va ser assignat com a director. Altres papers clau van ser per a Sonny Tufts, Lucille Ball i Lizabeth Scott.

### Rodatge
Hi va haver molta turbulència a RKO en aquell moment a causa del fet que Howard Hughes havia comprat l'estudi i la cap de producció Dore Schary havia dimitit. Pel·lícules com Battleground, Bed of Roses i Setup es van cancel·lar. No obstant això, Interference va començar el 12 de juliol de 1948.
Tourneur va qualificar la pel·lícula de "dura" per ell perquè no tenia cap interès pel futbol. Més tard va dir que era "una pel·lícula molt dolenta".
Originalment, la pel·lícula estava pensada per acabar amb el personatge de Mature deixant la seva dona per Ball. Tanmateix, es va reescriure durant el rodatge, de manera que Mature es va quedar amb la seva dona.

## Llançament
La pel·lícula no es va estrenar fins a l'octubre de 1949, moment en què el seu títol havia estat canviat a Easy Living. El llançament endarrerit va significar que podria treure profit de la publicitat de Samson and Delilah, que va sortir al desembre.

## Recepció
El crític de The New York Times va donar una crítica favorable a la pel·lícula, i va escriure que, tot i que "no té la franquesa ni l'impacte abrasador d'alguns dels seus predecessors, ni és un rah-rah convencional. Perquè Charles Schnee ha escrit una adaptació brillant i ben combinada d'un relat breu d'Irwin Shaw, un repartiment capaç li ha donat les obres i l'entrenament fora de la pantalla del director, Jacques Tourneur, és tan nítid i contundent com el desaparegut Knute Rockne."
El Los Angeles la va anomenar "cinema malhumorat. La pel·lícula va registrar una pèrdua financera de 625.000 dòlars.

## Demanda
El novembre de 1949, els guionistes John Stone i Frederick Bond van afirmar que Easy Living es basava en la seva història Never Say Die que van presentar a RKO el 1947. Van demandar a RKO, l'editor d'històries de RKO i Shaw per 150.000 dòlars en danys.